# Gualcince (ort)
Gualcince är en ort i Honduras.   Den ligger i departementet Departamento de Lempira, i den västra delen av landet, 140 km väster om huvudstaden Tegucigalpa. Gualcince ligger 916 meter över havet och antalet invånare är 9 537.
Terrängen runt Gualcince är huvudsakligen kuperad, men åt nordväst är den bergig. Runt Gualcince är det ganska tätbefolkat, med 129 invånare per kvadratkilometer. Närmaste större samhälle är Piraera, 10,5 km sydost om Gualcince. Omgivningarna runt Gualcince är en mosaik av jordbruksmark och naturlig växtlighet.